# Paracryptodira
De Paracryptodira zijn een groep uitgestorven reptielen in de clade Testudinata (die moderne schildpadden en hun uitgestorven verwanten bevat), bekend van het Jura tot het Paleoceen van Noord-Amerika en Europa. 
Aanvankelijk behandeld als een onderorde die de zustergroep zou zijn van de Cryptodira, vandaar de naam die 'naast de Cryptodira' betekent, werd ze daarna beschouwd als een zeer basale aftakking binnen de Cryptodira volgens de meest gebruikelijke definitie van dat laatste taxon. Ze worden tegenwoordig vaak beschouwd als laat divergerende stamschildpadden, die buiten de clade liggen die wordt gevormd door de Cryptodira en Pleurodira. 
Paracryptodira worden wel fylogenetisch onderverdeeld in de claden Compsemydidae, Baenidae en Pleurosternidae. Iedere subclade bevat veel in bouw diverse schildpadden die continu worden onderzocht en toegevoegd aan het fossielenbestand. De Compsemydidae zijn bekend van het Laat-Jura tot het Paleoceen van Noord-Amerika en Europa, de Pleurosternidae van het Laat-Jura tot het Vroeg-Krijt van Noord-Amerika en Europa, en de Baenidae van het Vroeg-Krijt tot het Eoceen van Noord Amerika. De laatste twee groepen zijn nauwer aan elkaar verwant dan aan Compsemys en vormen de clade Baenoidea.